# Апоањи
Апоањи (фр. Appoigny) насеље је и општина у источном делу централне Француске у региону Бургоња, у департману Јон која припада префектури Осер.
По подацима из 2011. године у општини је живело 3.130 становника, а густина насељености је износила 141,69 становника/km². Општина се простире на површини од 22,09 km². Налази се на средњој надморској висини од 110 метара (максималној 201 m, а минималној 82 m).

## Демографија
| 1962. | 1968. | 1975. | 1982. | 1990. | 1999. | 2011. |
| ----- | ----- | ----- | ----- | ----- | ----- | ----- |
| 1.321 | 1.638 | 2.029 | 2.625 | 2.755 | 2.991 | 3.130 |

График промене броја становника у току последњих година